# Mirepoix (Ariège)
Mirepoix település Franciaországban, Ariège megyében. Lakosainak száma 3106 fő (2022. január 1.). Mirepoix La Bastide-de-Bousignac, Besset, Cazals-des-Baylès, Coutens, Lapenne, Malegoude, Manses, Roumengoux, Sainte-Foi, Lafage, Plaigne, Plavilla és Villautou községekkel határos.

## Népesség
A település népességének változása:
| Lakosok száma | 3255 | 3139 | 2993 | 3077 | 3136 | 3162 | 3158 | 3102 | 3114 | 3106 |
|               | 1968 | 1982 | 1990 | 2006 | 2013 | 2015 | 2017 | 2019 | 2020 | 2022 |